# Ба-Хуфара
Ба-Хуфара (араб. با حفر‎) — деревня в центральном Йемене. Входит в состав мухафазы Хадрамаут.
Расположена на правом берегу водотока в ущелье Вади-эль-Хун, в пятистах метрах от его впадения в Вади-Хадрамаут. Соседствует с деревней Эль-Хун, расположенной севернее. Связана асфальтированной автомобильной дорогой с городом Тарим.
Население составляет около 180 человек. Имеется колодец глубиной 16 м. Пострадала от наводнения 2008 года.